# Bazas
Bazas – miejscowość i gmina we Francji, w regionie Nowa Akwitania, w departamencie Żyronda.
Według danych na rok 1990 gminę zamieszkiwało 4379 osób, a gęstość zaludnienia wynosiła 117 osób/km² (wśród 2290 gmin Akwitanii Bazas plasuje się na 91. miejscu pod względem liczby ludności, natomiast pod względem powierzchni na miejscu 198.).